# Сілісілі
Сілісілі (англ. Silisili) — гора в центрі острова Саваї. (Округ Гагаїфомауга, Самоа). Висота - 1858 метрів над рівнем моря, Сіліс є найвищою точкою держави Самоа, архіпелагу Самоа , а також займає четверту сходинку в списку найвищих точок всіх островів Тихого океану, що входять в частину світу Океанія, без урахування Папуа Нової Гвінеї і Нової Зеландії .
Сходження на гору є досить популярною туристичною визначною пам'яткою і займає два дні, наявність провідника обов'язкове . Найближчі населені пункти - села Сасіна, Сагоне та Салаїлуа, розташовані за 16 -17 кілометрів по прямій.
З самоанської мови слово сілісілі  перекладається як «вищий, найвищий».